# 브라흐마
브라흐마(산스크리트어: ब्रह्मा 브라마)는 힌두교의 남신으로, 비슈누와 시바를 포함하는 최고 신성의 삼위일체인 트리무르티 내에서 "창조신"으로 불린다. 그는 창조, 지식, 그리고 베다와 연관되어 있다. 브라흐마는 창조 전설에서 두드러지게 언급된다. 일부 푸라나에서는 황금 배아인 히란야가르바 속에서 스스로를 창조했다고 전해진다.
브라흐마는 종종 베다 시대의 신 프라자파티와 동일시된다. 베다 시대 이후에는 브라흐마가 중요한 남신이었고 그의 종파가 존재했지만, 7세기경에는 그 중요성을 잃었다. 그는 또한 비슈누, 시바, 마하데비와 같은 다른 주요 신들에게 가려져, 주요 신들이 창조한 보조적인 창조자 역할로 격하되었다.
브라흐마는 일반적으로 붉거나 황금빛 피부색을 지닌 수염 있는 남성으로, 네 개의 머리와 네 개의 팔을 가진 모습으로 남신으로 묘사된다. 그의 네 개의 머리는 네 개의 베다를 상징하며, 네 개의 방위를 가리킨다. 그는 연꽃 위에 앉아 있으며, 그의 바하나 (탈것)는 한사 (백조, 거위 또는 두루미)이다. 경전에 따르면, 브라흐마는 그의 자녀들을 마음에서 창조했으며, 따라서 그들은 마나스푸트라라고 불린다.
현대 힌두교에서 브라흐마는 대중적인 숭배를 받지 못하며, 트리무르티의 다른 두 구성원에 비해 중요성이 현저히 낮다. 브라흐마는 고대 문헌에서 존경받지만, 인도에서는 그를 숭배하는 중요한 종파가 없기 때문에 주요 신으로 거의 숭배되지 않는다. 인도에는 그에게 헌정된 사원이 거의 없으며, 가장 유명한 곳은 푸슈카르 브라흐마 사원이다. 인도 밖에도 방콕의 에라완 사원과 같은 브라흐마 사원들이 있으며, 이는 태국 불교 공동체 내에서 엄청난 인기를 얻었다.

## 기원과 의미
brahmā라는 용어의 기원은 불확실하다. 부분적으로는 베다 문헌에서 '궁극적 실재'를 의미하는 Brahman과 '성직자'를 의미하는 Brāhmaṇa와 같은 여러 관련 단어가 발견되기 때문이다. 브라흐만이라는 영적 개념과 브라흐마 신의 차이점은 전자가 힌두교에서 형이상학적으로 성별이 없는 추상적인 개념인 반면, 후자는 힌두교 전통의 많은 남성 신들 중 하나라는 점이다. 브라흐만이라는 영적 개념은 상당히 오래되었으며, 일부 학자들은 브라흐마 신이 브라흐만의 비인격적인 보편적 원리의 신이자 가시적인 상징으로 나타났을 수 있다고 제안한다. 브라흐마라는 독특한 신의 존재는 후기 베다 문헌에서 증명된다.
문법적으로, 명사 어간 Brahma-는 두 가지 다른 형태를 가진다: 중성 명사 bráhman으로, 주격 단수형은 brahma(ब्रह्म)이다; 그리고 남성 명사 brahmán으로, 주격 단수형은 brahmā(ब्रह्मा)이다. 전자인 중성 형태는 일반화되고 추상적인 의미를 가지며, 후자인 남성 형태는 신 브라흐마의 고유명사로 사용된다.
그러나 마하바라타가 쓰여진 시기에는 브라흐만이 때때로 브라흐마의 이름과 동의어로 사용되기도 했다.

## 문헌과 전설

### 베다 문헌

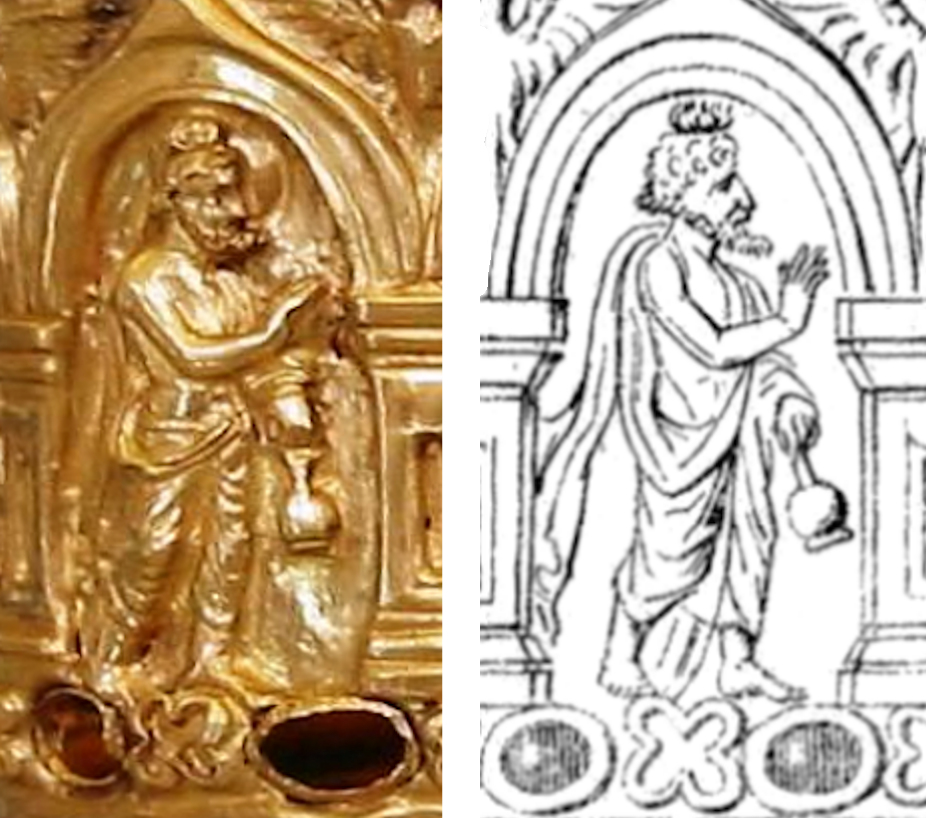
대영박물관 소장, 1세기 초 비마란 카스켓에 묘사된 브라흐마의 초기 모습.

비슈누와 시바와 함께 브라흐마에 대한 가장 초기의 언급 중 하나는 아마도 기원전 1천년 후반에 작성된 마이트라야니야 우파니샤드의 다섯 번째 프라파타카(수업)에 있다. 브라흐마는 5.1절인 쿠트사야나 찬가에서 처음 논의되고, 5.2절에서 더 자세히 설명된다.
범신론적인 쿠트사야나 찬가에서, 우파니샤드는 사람의 영혼이 브라흐만이며, 이 궁극적인 실재, 우주적 보편성 또는 신이 모든 생명체 안에 존재한다고 주장한다. 이는 내면의 아트만(영혼, 자아)을 브라흐마와 브라흐만의 다양한 대체 형태로 다음과 같이 동일시한다: "너는 브라흐마, 너는 비슈누, 너는 시바, 너는 아그니, 바루나, 바유, 인드라, 너는 모든 것."
5.2절에서 브라흐마, 비슈누, 시바는 구나 이론, 즉 모든 생명체에서 발견될 수 있다고 텍스트가 묘사하는 특성, 정신, 타고난 경향에 매핑된다. 마이트라야니야 우파니샤드의 이 장은 우주가 어둠(타마스)에서 처음에는 타고난 속성인 라자스로 특징지어지는 열정으로, 그 다음에는 순수함과 선함(사트바)으로 정제되고 분화되었다고 주장한다. 이 세 가지 속성 중 라자스는 브라흐마에게 매핑된다.
이제 그분의 타마스에 속하는 부분은, 오 성스러운 지식의 학생들(브라마차린)이여, 시바이다.

그분의 라자스에 속하는 부분은, 오 성스러운 지식의 학생들, 바로 브라흐마이다.

그분의 사트바에 속하는 부분은, 오 성스러운 지식의 학생들, 바로 비슈누이다.

진정으로, 그 하나가 셋이 되었고, 여덟이 되었으며, 열하나, 열둘, 그리고 무한히 많아졌다.

이 존재(중성)는 모든 존재에 들어갔고, 그는 모든 존재의 주인이 되었다.

그것이 바로 내면과 외면의 아트만(영혼, 자아)이다 – 참으로, 내면과 외면의!— 마이트라야니야 우파니샤드, 5.2, , 마이트라야니야 우파니샤드

마이트라야니야 우파니샤드는 브라흐마를 힌두교의 구나 이론 요소 중 하나에 매핑하지만, 후기 푸라나 문헌에서 발견되는 힌두 트리무르티 개념의 세 가지 기능적 요소 중 하나로 묘사하지는 않는다.

### 후기 베다 시대, 서사시, 푸라나
후기 베다 시대에 브라흐마는 저명한 신이었으며 그의 종파는 서기 2세기부터 6세기까지 존재했다. 브라흐만다 푸라나와 같은 초기 문헌들은 영원한 대양 외에는 아무것도 없었다고 묘사한다. 이로부터 히란야가르바라고 불리는 황금 알이 나타났다. 알이 깨지면서 그 안에서 스스로를 창조한 브라흐마가 존재하게 되었다(스바얌부라는 이름을 얻었다). 그리고 그는 우주와 지구, 그리고 다른 것들을 창조했다. 그는 또한 자신의 창조물에 살 사람들을 창조했다.

그러나 서기 7세기경에 브라흐마는 중요성을 잃었다. 역사가들은 브라흐마의 몰락의 주요 원인 중 일부는 시바파와 비슈누파의 부상, 스마르타파에서 트리데비로의 교체, 그리고 불교, 자이나교, 인드라와 다른 모든 힌두교 신을 숭배하는 힌두교도들의 빈번한 공격 때문이라고 믿는다.

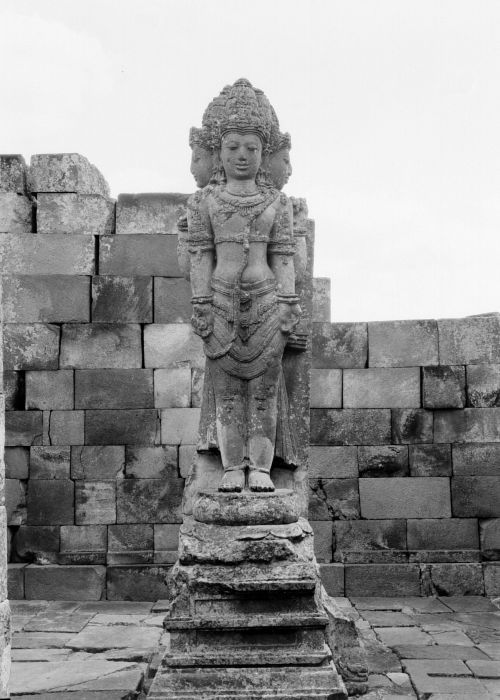
프람바난, 자와섬 인도네시아에 있는 브라흐마 조각상

여러 푸라나 전설들은 현재 그의 숭배가 쇠퇴한 다양한 이유를 언급한다. 브라흐마가 대중적인 숭배에서 자리를 잃은 데에는 주로 두 가지 중요한 버전이 있다. 첫 번째 버전은 시바 푸라나를 참조하는데, 브라흐마와 비슈누가 누가 가장 위대한지에 대해 논쟁을 벌였다. 그들이 논쟁하는 동안, 그들은 시바가 링고드바바로 변하여 하늘을 뚫고 지나가는 거대한 불기둥을 보았다. 그들은 시바인 이 불기둥의 시작과 끝을 찾기로 결정했다. 비슈누는 바라하로 변하여 땅으로 향했고, 브라흐마는 한사로 변하여 하늘로 향했다. 비슈누는 자신이 끝을 찾을 수 없었으며, 우주의 끝에 있었고, 그곳에 도달하기 전에 지쳐서 패배했다는 것을 알았다. 그러나 브라흐마는 자신의 힘으로 시바의 머리에서 떨어진 케타키 꽃을 고용하여 이 논쟁을 끝냈는데, 이 꽃은 우주의 시작에 있었고, 그는 그곳에 도달하기 전에 지쳐서 패배했다는 거짓말을 지지하는 거짓 증인으로 그를 데려갔다. 시바는 진정한 모습으로 돌아와 브라흐마의 부정직함 때문에 다섯 머리 중 하나를 잘라내고, 더 이상 그의 숭배가 활발히 이어지지 않고 인기에서 낮은 지위를 얻을 것이라고 선언했다. 비슈누의 정직함에 만족한 시바는 그에게 높은 인기와 활발한 숭배를 약속하며 케타키 꽃을 자신의 머리 장식으로 삼고 그 머리를 자신에게 융합시켰다. 두 번째 버전은 비슈누 푸라나를 참조하는데, 비슈누가 자신의 배꼽과 이마에서 각각 브라흐마와 시바를 창조하여, 브라흐마와 시바 모두를 비슈누보다 열등하게 만들었다. 비슈누는 이 우주의 모든 권능 면에서 그들보다 우위에 있는 최고 신으로서 그들 둘을 창조했다. 그 후 우주의 창조가 완료되자 브라흐마는 우주 창조자로서의 역할이 끝나면서 세상의 모든 사람들에게서 숭배를 받지 못하게 되었고, 시바는 우주 파괴자로서의 역할이 항상 계속되고 있었기 때문에 항상 숭배를 받았으며, 비슈누는 우주의 보존자로서의 역할이 항상 계속되고 있었고 이 우주의 최고 신이었기 때문에 항상 숭배를 받았다.
힌두교의 후기 베다 시대 문헌은 우주 발생론에 대한 여러 이론을 제시하며, 많은 이론들이 브라흐마를 포함한다. 여기에는 사르가(우주의 1차 창조)와 비사르가(2차 창조)가 포함되는데, 이는 현실에 두 가지 수준이 있다는 인도 사상과 관련이 있다. 하나는 불변하는 1차 현실(형이상학)이고 다른 하나는 항상 변화하는 2차 현실(경험론)이며, 후자의 모든 관찰된 현실은 끝없이 반복되는 존재의 순환 속에 있고, 우리가 경험하는 우주와 생명은 끊임없이 창조되고, 진화하고, 해체된 다음 재창조된다. 1차 창조자는 베다 시대의 우주 발생론에서 브라흐만이나 푸루샤 또는 프라크리티 등의 용어가 1차 창조자를 지칭하는 데 사용되면서 광범위하게 논의된다. 이와 대조적으로 베다 및 후기 베다 시대 문헌에서는 다양한 남신과 여신을 2차 창조자(후기 베다 시대 문헌에서는 종종 브라흐마)로 지칭하며, 어떤 경우에는 각 우주 주기(칼파, 즉 겁)의 시작에 다른 신이나 여신이 2차 창조자가 된다.
브라흐마는 마하바라타와 푸라나에 묘사된 "2차 창조자"이며, 가장 많이 연구되고 묘사된 신 중 하나이다. 비슈누 중심의 푸라나는 브라흐마가 비슈누 신의 배꼽에서 솟아난 연꽃에서 태어났고, 시바는 비슈누 신의 이마에서 솟아난 불꽃에서 태어났다고 묘사한다. 이와 대조적으로 시바 중심의 푸라나는 브라흐마와 비슈누가 시바의 허리 오른쪽과 왼쪽에서 태어났다고 묘사하며; 다른 푸라나에서는 시바와 비슈누가 브라흐마의 허리 오른쪽과 왼쪽에서 태어났거나, 비슈누, 시바, 브라흐마가 서로 다른 시대(칼파)에 순환적으로 서로를 창조한다고 묘사한다. 또 다른 문헌에서는 트리데비가 브라흐마, 비슈누, 시바를 창조했다고 묘사하며, 이 문헌들은 브라흐마가 그들을 대신하여 세상을 2차적으로 창조하는 역할을 한다고 진술한다. 브라흐마는 우주의 모든 형태를 창조하지만, 원초적인 우주 자체는 창조하지 않는다. 따라서 대부분의 푸라나 문헌에서 브라흐마의 창조 활동은 더 높은 신 또는 여신의 존재와 힘에 의존한다. 더 나아가, 힌두교의 주요 유신론적 전통의 중세 시대 문헌들은 사구냐(얼굴과 속성으로 표현된) 브라흐마가 비슈누, 시바, 또는 트리데비라고 주장한다.
후기 베다 시대의 푸라나 문헌에서 브라흐마는 창조하지만 아무것도 보존하거나 파괴하지 않는다. 그는 일부 힌두교 문헌에서 비슈누(보존자), 시바(파괴자)를 비롯한 다른 모든 신, 물질 및 다른 존재들과 함께 형이상학적 브라흐만에서 출현했다고 상상된다. 브라흐마 신이 그들의 우주론의 일부로 묘사되는 힌두교의 유신론적 학파에서, 그는 모든 신들과 마찬가지로 유한한 신이며 우주가 끝날 때 추상적인 불멸의 브라흐만으로 녹아들고, 그 후 새로운 우주 주기(칼파)가 다시 시작되어 그들 모두가 재창조된다.

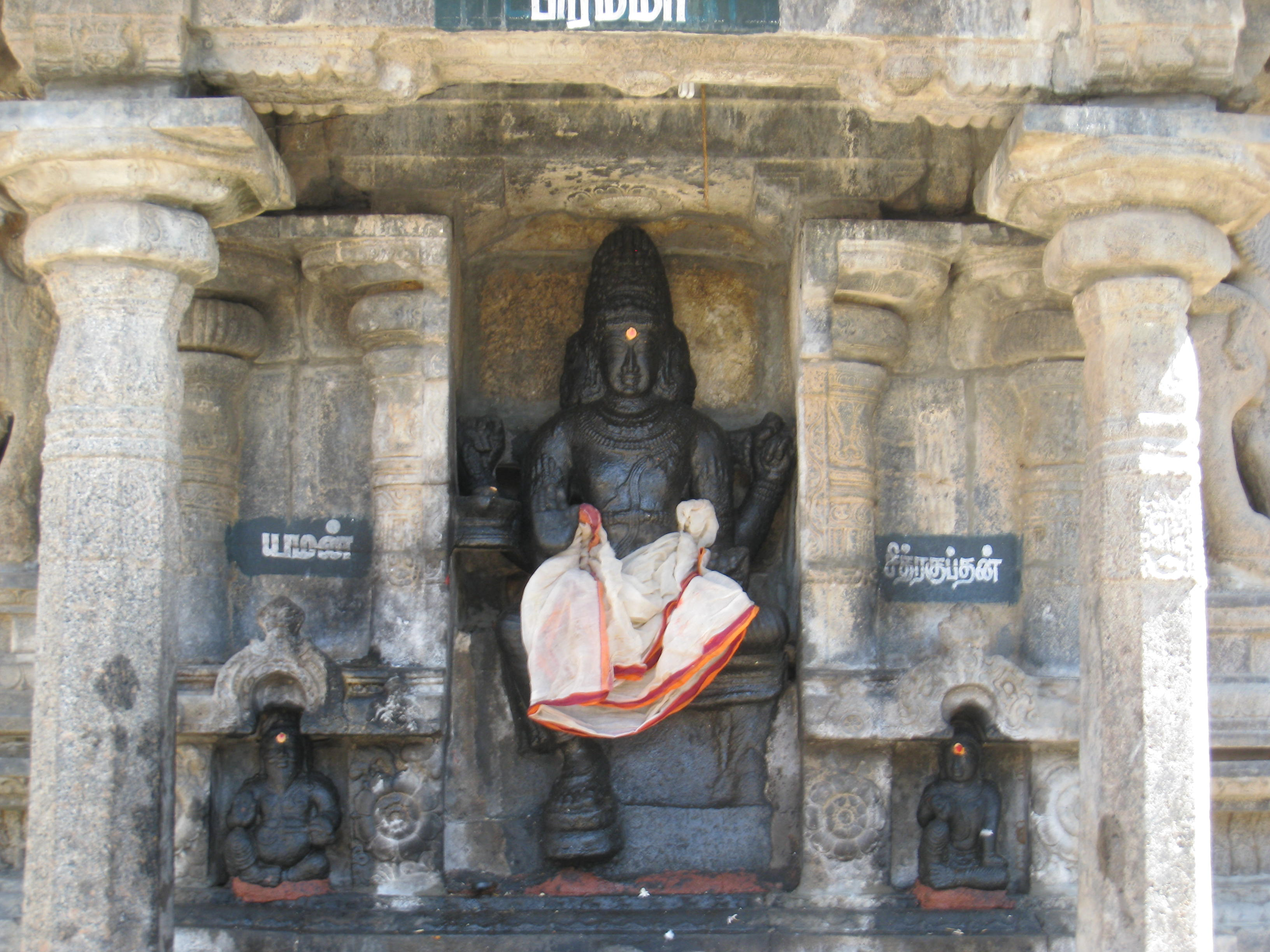
야마라자와 치트라굽타가 양 옆에 있는 브라흐마 조각상, 타밀나두주, 10세기, 멜라카담부르 아미르타카데스와라르 사원

바가바타 푸라나에서 브라흐마는 여러 번 "원인의 대양"에서 솟아나는 존재로 묘사된다. 이 푸라나에 따르면, 브라흐마는 시간과 우주가 탄생하는 순간, 비슈누의 배꼽에 뿌리를 둔 연꽃 속에서, 그리고 비슈누 신의 이마에 뿌리를 둔 불 속에서 나타난 시바와 함께 출현한다. 이 푸라나는 브라흐마와 시바 모두가 졸고, 헤매며, 우주를 조합하는 동안 일시적으로 무능력하다고 말한다. 그들은 곧 자신들의 혼란과 졸음을 깨닫고, 두 명의 고행자처럼 명상한 다음, 자신의 몸속에서 비슈누를 깨닫고, 우주의 시작과 끝을 본 후, 그들의 창조적 힘이 되살아난다. 바가바타 푸라나는 브라흐마와 시바가 그 후 프라크리티(자연, 물질)와 푸루샤(정신, 영혼)를 결합하여 눈부시게 다양한 생명체와 원인적 연관성의 폭풍을 창조한다고 말한다. 바가바타 푸라나는 따라서 마야의 창조를 브라흐마와 시바에게 귀속시키는데, 그들은 창조를 위해 창조하며, 모든 것에 선과 악, 물질과 정신, 시작과 끝을 부여한다.
푸라나는 브라흐마를 시간을 창조하는 신으로 묘사한다. 그들은 인간의 시간을 브라흐마의 시간에 비례하는데, 예를 들어 마하칼파는 브라흐마의 하루밤에 해당하는 거대한 우주 기간이다.
다양한 푸라나에 나오는 브라흐마에 대한 이야기는 다양하고 일관성이 없다. 예를 들어 스칸다 푸라나에서는 트리데비를 "우주의 어머니"라고 부르며, 그들에게 브라흐마, 비슈누, 시바를 포함한 모든 다른 신들, 삼계, 전 우주를 창조한 공로를 돌린다. 스칸다 푸라나는 그들이 사트바, 라자스, 타마스의 세 가지 구나를 물질(프라크리티)과 결합하여 경험적으로 관찰되는 세계를 창조했다고 말한다.
라자스 속성의 신으로서 브라흐마에 대한 베다 시대의 논의는 푸라나와 탄트라 문헌에서 확장된다. 그러나 이 문헌들은 그의 아내 사라스바티가 사트바(균형, 조화, 선, 순수, 전체적, 건설적, 창의적, 긍정적, 평화로운, 덕스러운 특성)를 가지고 있어서, 브라흐마의 라자스(열정, 활동, 좋지도 나쁘지도 않고 때로는 둘 다, 행동 그 자체, 개별화, 추진력, 역동적인 특성)를 그녀의 사트바 속성으로 보완한다고 말한다.

#### 상감 문학
상감 문학에는 타밀라캄의 모든 힌두교 신들과 여신들 및 베다 시대 관습이 언급되어 있다. 타밀족은 베다를 힌두교의 경전으로 여겼고 이를 야즈나를 수행하는 데 사용했다. 여러 타밀 힌두 왕과 왕비들은 베다 희생제를 지내고 힌두교의 다양한 신들과 여신들을 숭배했다. 여러 상감 문헌들은 브라흐마를 비슈누의 배꼽에서 태어난 창조신으로, 시바를 그의 이마에서 태어난 파괴신으로 언급하며, 비슈누는 보존신이었다고 말한다. 브라흐마는 모든 왕실의 직접적인 생물학적 조상이기 때문에, 촐라 왕조는 브라흐마와 시바를 자신들의 직접적인 생물학적 조상으로, 비슈누를 자신들과 이 우주 전체의 창조자로 여겼다. 실라파티카람에도 브라흐마가 창조신으로 여러 번 언급되어 있다.

## 도상학
브라흐마는 전통적으로 네 개의 얼굴과 네 개의 팔을 가진 모습으로 묘사된다. 그의 각 얼굴은 사방을 향한다. 그의 손에는 무기가 없고, 대신 지식과 창조의 상징을 들고 있다. 한 손에는 베다 경전을, 다른 손에는 말라를 들고 있어 우주를 창조할 시간을 상징하며, 또 다른 손에는 야즈냐 불을 지필 수단을 상징하는 슈루카—국자—를, 그리고 다른 손에는 모든 창조물이 발산되는 수단을 상징하는 물이 담긴 카만달루를 들고 있다. 그의 네 개의 입은 네 개의 베다를 창조한 것으로 여겨진다. 그는 종종 흰 수염을 하고 있어 현자 같은 경험을 암시한다. 그는 연꽃에 앉아 흰색(또는 빨간색과 분홍색) 옷을 입고 있으며, 그의 탈것(바하나)인 한사(백조)가 근처에 있다.
무르티와 사원을 만드는 고대 산스크리트어 디자인 설명서인 마나사라의 51장은 브라흐마 상이 황금색이어야 한다고 명시한다. 이 문헌은 상이 네 개의 얼굴과 네 개의 팔을 가지고, 자타-무쿠타-만디타(고행자의 헝클어진 머리카락)와 왕관을 착용해야 한다고 권장한다. 그의 두 손은 피난처를 주거나 선물을 주는 무드라를 취하고 있어야 하며, 쿤디카(물 항아리), 악샤말라(묵주), 작은 슈루카와 큰 슈루카(야즈냐 의식에 사용되는 두 국자)를 들고 있어야 한다. 이 문헌은 무르티의 다양한 비율을 자세히 설명하고, 장신구를 묘사하며, 우상이 하의로 치라(나무껍질 조각)를 입고, 혼자 있거나 여신 사라스바티와 동반될 것을 제안한다. 브라흐마는 주로 야즈냐와 지식의 베다 문화와 관련되어 있다. 일부 베다 야즈냐에서 브라흐마는 프라자파티의 형태로 의식에 머물며 감독하도록 소환된다.
브라흐마의 아내는 여신 사라스바티이다. 그녀는 그의 힘의 구현체이자 창조의 도구이며 그의 행동을 이끄는 에너지이다.

## 브라흐마 시대
브라흐마는 창조자로 여겨지지만, 경전에 따르면 유한한 존재로 간주된다. 힌두 우주론에 따르면, 브라흐마의 시대는 광대한 시간대를 아우른다. 칼파는 브라흐마의 하루에 해당하며, 브라흐마의 하루는 네 가지 유가 또는 시대의 천 번의 순환으로 구성된다: 사트야 유가, 트레타 유가, 드바파라 유가, 칼리 유가. 이 네 가지 유가가 천 번 회전하여 브라흐마의 하루를 구성하며, 같은 수가 밤을 구성한다. 브라흐마는 이러한 "백 년"을 살고 죽는다. 이 "백 년"은 총 311조 400억 (311,040,000,000,000) 지구년을 합산한다. 브라흐마의 수명은 311.04조 태양년이며, 인류는 현재 브라흐마의 삶의 51년째 28번째 칼리 유가에 있다.

## 숭배

### 인도

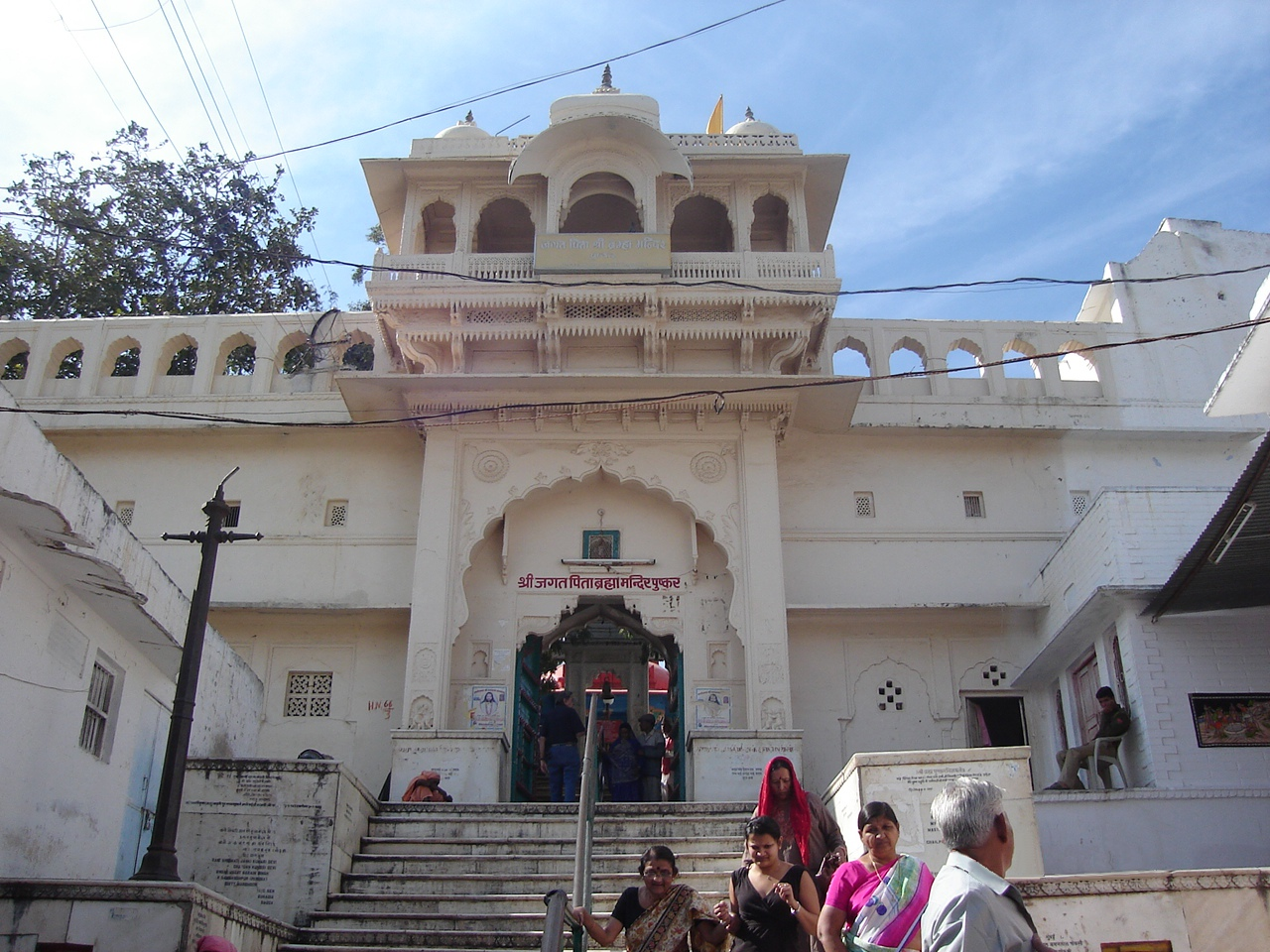
푸슈카르 브라흐마 사원 in 라자스탄주 푸슈카르

인도에는 브라흐마와 그의 숭배를 주로 하는 사원이 매우 적다. 브라흐마를 위한 가장 대표적인 힌두 사원은 푸슈카르 브라흐마 사원이다. 그 외에는 다음을 포함한다:
- 슈리 케테스와르 브라흐마담 티르트, 아소트라, 바르메르, 라자스탄주
- 아디 브라흐마 사원, 코칸, 쿨루, 히마찰프라데시주
- 브라흐마 카르말리 사원, 나가르가오, 발포이, 고아주
- 브라흐마지 사원, 친치, 반스와라, 라자스탄주
- 케드브라흐마 브라흐마 사원, 사바르칸타, 구자라트주
- 브라흐마 쿠티 사원, 비투르, 칸푸르, 우타르프라데시주
- 쿰바코남 브라흐마 사원, 탄자부르, 타밀나두주

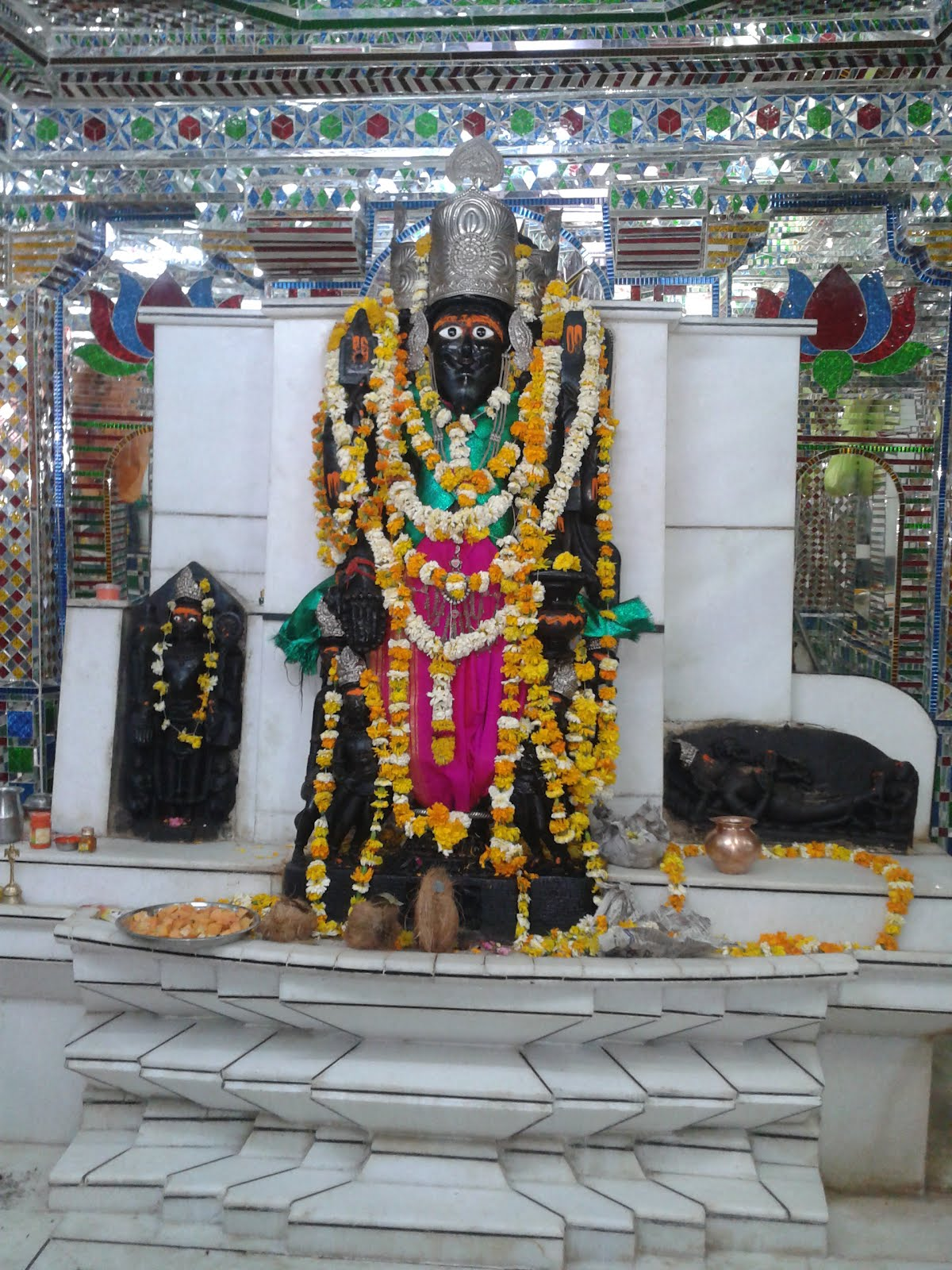
친치, 반스와라, 라자스탄주에 있는 12세기 브라흐마 조각상

브라흐마는 트리무르티에 헌정된 사원 단지에서도 숭배된다. 그중 일부는 다음과 같다: 타누마라얀 사원, 스리 푸루쇼타만 사원, 폰메리 시바 사원, 트리파야 트리무르티 사원, 미트라난타푸람 트리무르티 사원, 코두무디 마구데스와라르 사원, 브라흐마푸레스와라르 사원
케랄라주에는 칸디유르 마하데바 사원에 브라흐마를 모시는 사당도 있는데, 전설에 따르면 시바 신이 브라흐마의 목을 베었다고 한다.
티루파티 근처 안드라프라데시주의 스리칼라하스티 사원 마을에 있는 차투르무케스와라 사원에는 네 개의 얼굴을 가진 시바 신의 형상과 부조 조각이 있다. 이 사원에서는 브라흐마 신과 시바 신이 모두 숭배된다. 전설에 따르면, 이곳은 브라흐마 신이 시바 신에게 시시핫야 죄를 용서해 달라고 간청한 후 창조 능력을 되찾은 곳이다.
안드라프라데시주 체브롤루에는 차투르무카 브라흐마 사원이 있으며, 카르나타카주 벵갈루루에는 7피트 높이의 차투르무카(네 얼굴) 브라흐마 사원이 있다. 해안 주 고아주에는 주 북동부 지역의 작고 외딴 마을인 카람볼림, 사타리 탈루카에 5세기경에 속하는 사당이 발견된다.
브라흐마의 유명한 상징은 마하라슈트라주 솔라푸르 지구에서 52km 떨어진 망갈웨다와 뭄바이 근처의 소파라에 존재한다. 사원은 코칸, 안남푸투르, 호수르에 있다.

### 동남아시아 및 동아시아
캄보디아의 앙코르 와트에는 브라흐마 사당이 있다. 인도네시아 자와섬 중부 요그야카르타의 9세기 프람바난 사원 단지에 있는 세 개의 가장 큰 사원 중 하나는 브라흐마에게 헌정되었으며, 다른 두 개는 각각 시바(세 개 중 가장 큼)와 비슈누에게 헌정되었다. 브라흐마에게 헌정된 사원은 시바 사원과 비슈누 사원의 남쪽에 있다.
태국 방콕의 에라완 사원에는 브라흐마 조각상(프라 프롬)이 있으며 현대에도 숭배되고 있다. 태국 정부 청사의 황금 돔에는 프라 프롬 (브라흐마의 태국식 표현) 조각상이 안치되어 있다. 태국 펫차부리 시의 왓 야이 수완나람에 있는 18세기 초 그림에는 브라흐마가 묘사되어 있다.
미얀마라는 국명은 브라흐마에서 유래했다. 중세 문헌에서는 브라흐마-데사로 언급된다.
불교에서의 브라흐마는 중국에서 사면신(四面神, "네 얼굴의 신"), 사면불(四面佛, "네 얼굴의 부처") 또는 범천(梵天)으로 알려져 있으며, 티베트어로는 Tshangs pa (ཚངས་པ), 베트남어로는 Phạm Thiên (梵天), 일본어로는 본텐(梵天), 한국어로는 범천 (범천,梵天)으로 알려져 있다. 중국 불교에서는 그는 이십제천(二十諸天 Èrshí Zhūtiān) 또는 이십사제천(二十四諸天 Èrshísì zhūtiān)으로 불리는 수호신 무리인 다르마팔라 중 한 명으로 간주된다.
인도네시아의 힌두교도들은 여전히 브라흐마(인도네시아어 및 자와어: 바타라 브라흐마 및 상향 브라흐마)를 매우 존경한다. 프람바난에는 비슈누 및 시바와 나란히 브라흐마를 위해 특별히 지어진 사원이 있으며, 발리에는 브라흐마에게 헌정된 안다카사 사원이 있다.
과거에는 비슈누나 시바만큼 인기 있지는 않았지만, 브라흐마의 이름은 여러 번 등장했다. 예를 들어 동자와주에서 발전한 켄 아록 전설에서는 브라흐마가 켄 아록의 친아버지라고 믿어진다. 브라흐마가 켄 아록의 어머니인 켄 엔독의 아름다움에 매료되어 그녀를 연인으로 삼았다고 전해진다. 이 관계에서 켄 아록이 태어났다.
브라흐마라는 이름은 텡게르 산맥에 있는 브로모 산의 이름으로도 사용된다. 브로모 산은 브라흐마라는 단어에서 유래했다고 믿어지며, 한때 브라흐마가 거주하는 우주인 브라흐마로카가 브로모 산과 연결되어 있다고 믿는 종파가 있었다. 오늘날까지도 브로모 산은 자와족 힌두교도들에게 신성한 장소로 여겨져 매년 야드냐 카사다 또는 카소도 의식이 열리는 장소가 된다. 브로모 산 주변 사람들은 매년 카소도 축제를 기념하여 채소, 닭고기, 돈과 같은 제물을 신들에게 바치고 브로모 산 분화구에 부어 전능하신 분께 감사하는 표시를 한다.
자와 버전의 와양(그림자 인형극)에서 브라흐마는 원래 역할과는 매우 다른 역할을 한다. 힌두 사회가 자와섬에서 사라지고 왈리송고의 와양 쿨릿 시대가 시작되면서, 그림자 인형 표준에서 브라흐마의 창조자 역할은 상향 웨낭이라는 인물에게 주어졌고, 브라흐마 자신은 브라마(불)로 이름이 바뀌어 통치신이 되었다. 브라마는 바타라 구루(시바)의 아들이다. 자와 와양에서 브라흐마의 형상은 아그니의 형상과 융합되고 혼합된다.

## 같이 보기
- 범천
- 브라흐마 삼히타
- 브라흐마스트라
- 미르푸르-하스의 브라흐마
- 브라흐마쿠마리
- 브라흐마니
- 데미우르고스
- 스베토비트